# Дейл (округ)
Дейл (англ. Dale County) — округ в США, штате Алабама. Официально образован в 1824 году. По состоянию на 2000 год, численность населения составляла 49 129 человек. Административный центр округа — Озарк.

## География
По данным Бюро переписи США, общая площадь округа — 1457,3 км², из которых 1453,2 км² — суша, а 4,1 км² или 0,28% — это водоёмы.

### Соседние округа
|         | Пайк  | Барбор  |  |  |
| Коффи   | север | Генри   |  |  |
| Коффи   | Дейл  | Генри   |  |  |
| Коффи   | юг    | Генри   |  |  |
| Дженива |       | Хьюстон |  |  |

## Демография
По данным переписи населения 2000 года в округе проживало 49 129 жителей, в составе 18 878 хозяйств и 13 629 семей. Плотность населения была 34 чел. на 1 квадратный километр. Насчитывалось 21 779 жилых домов. Расовый состав населения был 74,4% белых, 20,4% чёрных или афроамериканцев, и 2,2% представители двух или более рас. 3,4% населения являлись испаноязычными или латиноамериканцами.
Из 18 878 хозяйств 36% воспитывают детей возрастом до 18 лет, 55% супружеских пар живущих вместе, 13,6% женщин-одиночек, 27,8% не имели семей. 24,3% от общего количества живут самостоятельно, 8,8% — лица старше 65 лет, живущие в одиночку. В среднем на каждое хозяйство приходилось 2,5 человека, среднестатистический размер семьи составлял 3 человека.
Показатели по возрастным категориям в округе были следующие: 26,6% жители до 18 лет, 9,6% от 18 до 24 лет, 30,3% от 25 до 44 лет, 21,8% от 45 до 64 лет, и 11,8% старше 65 лет. Средний возраст составлял 34 года. На каждых 100 женщин приходилось 98,3 мужчины. На каждых 100 женщин в возрасте 18 лет и старше приходилось 95 мужчин.